# Louise (Texas)
Pour les articles homonymes, voir Louise.
Louise est une census designated place (CDP) du Comté de Wharton dans l'État du Texas aux États-Unis. Elle a été fondée en 1881 d'après Louise Mackay[Qui ?]. Le village s'est rapidement développé étant propice à la culture du riz. D'autres ressources comme le gaz et le pétrole étaient extraites dans la zone.

## Géographie
Louise est situé sur la U.S Route 59 à 14 km à l'ouest de El Campo dans le sud du comté de Wharton. À l'est de Louise se situe la Mustang Creek. Louise a une superficie de 17,4 km2 et se situe à 26 m d'altitude.

## Démographie
D'après le recensement de 2018, Louise a une population de 935 habitants, constituée de 394 hommes et 541 femmes. L'âge médian est 34,8 ans. La population est composée de 34 personnes ayant moins de 5 ans, 51 entre 5 et 9 ans, 63 entre 10 et 14, 151 entre 15 et 19 ans, 73 entre 20 et 24 ans, 104 entre 25 et 34 ans, 88 entre 35 et 44 ans, 243 entre 45 et 54 ans, 38 entre 55 et 59 ans, 25 entre 60 et 64 ans, 23 entre 65 et 74 ans, 42 entre 75 et 84 ans, et 0 de 85 ans ou plus. 848 se sont identifiés comme blanc et 87 à d'autres races. Personne se s'est identifié comme Afro-Américains ou Asiatique. La population inclut 576 personne de race hispanique ou latino et 359 personnes se sont identifiées comme non-hispanique blanc. Dans ceux s'identifiant comme hispanique, 547 personnes avaient des ancêtres mexicains, 25 avaient des ancêtres cubains et 4 autres.
Louise est composé de 347 ménages. 231 ne sont pas originaires de Louise.
À Louise, 505 personnes ayant 16 ans ou plus travaillent. 198 n'avaient pas de diplôme d'études secondaires et 137 n'avaient qu'un diplôme d'études secondaires. 150 avaient suivi quelques cours universitaires ou obtenu un diplôme d'associé, 47 avaient obtenu une licence et 31 un diplôme d'études supérieures. Le revenu médian était de 26 420 $. Parmi les 787 personnes âgées de 15 ans et plus, 127 gagnaient moins de 10 000 $, 29 gagnaient 10 000 $ à 14 999 $, 131 gagnaient 15 000 $ à 24 999 $, 134 gagnaient 25 000 $ à 34 999 $, 70 gagnaient 35 000 $ à 49 999 $, 75 gagnaient 50 000 $ à 64 999 $, 0 gagnait 65 000 $ à 74 999 $ et 58 gagnaient 75 000 $ ou plus.
L'état civil des 787 personnes de 15 ans ou plus se répartit comme suit : 37,2 % jamais mariés, 42,6 % actuellement mariés et non séparés, 15,0 % divorcés ou séparés et 5,2 % veufs. Le nombre de personnes vivant dans des logements locatifs était de 79, tandis que 839 personnes vivaient dans des logements occupés par leur propriétaire. La proportion de travailleurs du secteur privé était de 77,2 %, celle des travailleurs du secteur public de 15,4 % et celle des travailleurs indépendants dans des entreprises non constituées en société de 7,3 %. La proportion de travailleurs dans les industries était la suivante : agriculture et foresterie 25,7 %, construction 5,3 %, fabrication 10,7 %, commerce de détail 24,2 %, transport 2,8 %, finance 0,0 %, sciences et professionnels 6,3 %, éducation 17,6 %, arts et loisirs 4,2 %, autres 0,0 %, administration publique 3,2 %, et forces armées 0,0 % .

Il y avait 127 (13,6 %) personnes handicapées, dont 80 étaient blanches et 47 hispaniques ou latinos. Parmi elles, 77 avaient des problèmes d'audition, 23 des difficultés cognitives, 73 des difficultés de déplacement, 46 des problèmes d'autonomie et 52 des difficultés à vivre de manière indépendante. Il y avait six anciens combattants. Il y avait 23 ménages recevant des coupons alimentaires (SNAP), dont cinq étaient blancs et 18 hispaniques ou latinos. Sur les 918 personnes dont le statut de pauvreté a été calculé, 102 étaient en dessous de 100 % du seuil de pauvreté, 110 se situaient entre 100 et 150 % du seuil de pauvreté et 704 étaient au-dessus de 150 % du seuil de pauvreté.

## Histoire
Un campement amérindien a été découvert à environ 6 km au nord de Louise, sur le ruisseau West Mustang. Il s'agit du plus ancien établissement connu près de Louise. Stage Stand Creek se trouve à environ 3 km à l'est de Louise. Le ruisseau aurait été nommé ainsi parce que la diligence s'y arrêtait autrefois lors de son voyage entre Texana à l'ouest et Egypt et Richmond à l'est. Un endroit proche le long de East Mustang Creek était autrefois connu sous le nom de Santa Anna's Crossing. Faisant à l'origine partie du comté de Jackson, la région a été intégrée au comté de Wharton en 1846. Au milieu des années 1800, la région comptait peu de colons et il s'agissait principalement de ranchers qui laissaient leur bétail en liberté.
En 1881-82, John William Mackay, copropriétaire d'une mine d'argent, a construit le chemin de fer New York, Texas et Mexique entre Rosenberg et Victoria. Le comte italien Joseph Telfener a recruté un grand nombre de constructeurs, ce qui a donné lieu au surnom de "Macaroni Line"[2]. Le chemin de fer comptait six gares, l'une d'entre elles a été nommée Louise en l'honneur de l'épouse de Mackay, Louise Hungerford Mackay. G. M. Sadler et A. F. Brown achètent bientôt les terrains. En juin 1893, Sadler et Brown déposent un plan d'arpentage de Louise et commencent à vendre des lots de ville et des parcelles agricoles. Leur matériel de vente qualifie Louise de "meilleur pays du monde" et vante les mérites de la riziculture.
En 1900, le chemin de fer appartient à la Galveston, Harrisburg and San Antonio Railway, représentée par son agent local D. D. Hillyard. En 1901, Sadler et ses partenaires construisent une usine de pompage d'eau. H. P. Stockton voyageait en train, s'est arrêté pour dîner et a constaté que le train était parti sans lui. Il passa la nuit à Louise et décida d'en faire sa ville de résidence. En 1903, Sadler vend à Stockton le Rice Hotel, la Peoples Bank et la Louise Trading Company. La même année, Sadler plante 426 acres (172 ha) de riz et réalise un bénéfice net de 18 000 dollars. Peu après, K. H. Payne et William Thomas créent une entreprise de forage de puits et commencent à forer les premiers puits profonds pour l'irrigation du riz que l'on trouve sur la côte du golfe du Texas. La Louise State Bank a reçu sa charte en 1905 et a été reprise par la Peoples State Bank en 1927.
Le riz était la principale culture, mais les agriculteurs plantaient également du maïs, du coton et du mil. Un certain nombre de groupes ethniques se sont installés dans la région, si bien que la population est passée à 300 habitants en 1925. Cette année-là, Louise comptait 25 magasins, trois garages, deux banques, deux parcs à bois et deux entrepôts de riz. L'église méthodiste a été construite en 1894 ; elle a servi d'école communautaire jusqu'en 1903. L'église baptiste a été construite en 1905. La construction de l'église catholique Saint-Procopius a commencé en 1945. Jusqu'à ce qu'elle soit construite, les catholiques se rendaient à Hillje pour la messe. Les Wildcatters ont commencé à explorer le pétrole et le gaz dans les années 1930 et des puits de pétrole ont été forés à proximité. R. H. B. Hancock a transporté une rizerie et un séchoir à riz de Port Lavaca à Louise en 1938.
La population a atteint un maximum de 900 habitants en 1960. Louise présentait un grand panneau d'affichage, appelé le "journal en plein air", qui a attiré l'attention au niveau national. Attirés par les grandes villes, les jeunes ont commencé à déménager, si bien qu'en 1980, la population est tombée à 310 habitants. En 1990, la population enregistrée était de nouveau de 310 habitants. Fiesta Rice était une grande entreprise locale. Le recensement de 2000 a recensé 977 habitants à Louise.
Louise est le foyer des "Brezina Boys", six frères qui ont tous joué au football pour l'Université de Houston. Greg Brezina a continué à jouer pour les Falcons d'Atlanta. Ses cinq frères étaient Bob, Gus, Bernie, Steve et Mark.

## Infrastructures
Louise est desservi par sa propre école. En 1990, l'école comptait 448 élèves et 48 membres de facultés. Il y a aussi un Lycée.
Louise a aussi une banque, plusieurs églises, un palais de Justice, un station essence, des silos et une ligne de chemin de fer.